# Abitante equivalente
Con abitante equivalente (AE), o carico organico specifico, viene indicata, nel campo dell'ingegneria sanitaria, la quantità di sostanze organiche biodegradabili, derivate da un'utenza civile o assimilabile a questa, convogliate in fognatura nell'arco temporale di un giorno (24 ore) cui corrisponde una richiesta biochimica di ossigeno a 5 giorni (120 ore) pari a 60 grammi di O2 al giorno (D.Lgs. 152/06 art. 74-Definizioni).
Un abitante equivalente corrisponde anche ad una domanda chimica di ossigeno COD di 130 grammi di O2 al giorno o ad un volume di scarico di 200 litri di refluo per abitante al giorno (d * α = 200 vedere calcolo carico idraulico) facendo riferimento al valore più alto (D.P.G.R. 28/R/03).
Per quanto concerne le civili abitazioni, il dimensionamento in abitanti equivalenti di uno scarico può seguire il seguente ragionamento: camere da letto con superficie fino ai 14 mq equivalgono ad 1 abitante equivalente, camere da letto con superficie superiore ai 14mq corrispondono a 2 a.e., infine per camere da letto di oltre 6mq al di sopra dei 14mq si aggiunge ogni volta 1 a.e. in più. Pertanto nel campo depurativo, non si assume che 1 abitante residente corrisponde ad 1 abitante equivalente.
Rappresenta l'unità di misura basilare per il dimensionamento e la scelta dell'idoneo sistema di depurazione delle acque reflue domestiche e/o assimilate; infatti per dimensionare correttamente i sistemi di trattamento dei reflui, sarebbe necessario valutare l'effettiva produzione di liquame dei centri urbani generati dalle abitazioni e/o alle attività produttive o di servizio. Quando tale strada è impraticabile, si preferisce far riferimento al numero di abitanti equivalenti. L'abitante equivalente è convenzionalmente definito come la quantità di carico inquinante biodegradabile prodotto ed immesso in fognatura da un abitante stabilmente residente nel centro urbano nell'arco della giornata.
Ma nella rete fognaria di un centro urbano, di solito non vengono convogliati i soli liquami di origine domestica ma anche quelli derivanti da altri tipi di utenze (i cui scarichi sono assimilabile dal punto di vista qualitativo a quelle domestiche), quali quelle dovute alle attività commerciali; la valutazione del relativo carico inquinante è ottenuto mediante l'individuazione di una popolazione fittizia che è capace di produrre un carico organico biodegradabile complessivamente equivalente a quello posseduto dalle acque reflue di natura non domestica.
Il carico organico generato dal numero totale di abitanti equivalenti (residenti + fittizi) è quello che deve essere trattato nell'impianto di depurazione a servizio del generico abitato.

## Caratteristiche dei liquami domestici
I liquami domestici contengono principalmente sostanze organiche in gran parte soggette alla decomposizione biologica.

Un liquame domestico è caratterizzato da un valore del carico idraulico e da un valore del carico organico e tali parametri sono alla base del dimensionamento di un impianto di depurazione.

Il carico idraulico rappresenta la quantità di acqua reflua che viene scaricata in fogna nera, di solito espressa in m3, nell'arco di tempo di un giorno (24 ore), quindi il carico idraulico si misura in m3 di refluo/giorno .

La portata di scarico domestica è connessa, ma non coincidente, con quella distribuita dalla rete di distribuzione idrica urbana; le differenze possono essere determinate da cause quali:
- utilizzazioni idriche che non comportano scarichi in fognatura nera (innaffiamento dei giardini, lavaggio delle strade, ecc.);
- perdite nella rete di distribuzione e per sfioro nei serbatoi.

Pertanto non tutta l'acqua che viene immessa nella rete di distribuzione giunge agli utenti e poi da questi viene convogliata nella fogna nera. L'aliquota dell'acqua addotta alla rete di distribuzione che non perviene alla fogna nella progettazione viene stimata tra 20 - 40 %. Infatti il valore medio giornaliero dell'acqua convogliata nella fogna nera da un singolo individuo può essere dedotto da una percentuale della dotazione idrica.

Nel caso di immissioni all'interno del sistema fognante indipendenti dalla rete di distribuzione idrica, quali i fenomeni di infiltrazioni a seguito dell'alto livello della falda freatica o per immissione di acqua pluviale tali valori della portata devono essere tenuti in considerazione nel calcolo del carico idraulico.

In assenza di fenomeni massicci di infiltrazione il carico idraulico, nella pratica progettuale, si stima in base all'approvvigionamento dall'acquedotto , e pertanto considerando che ogni abitante mediamente in un giorno scarica in fogna una quantità di acqua pari al 60 - 80 % della sua dotazione (coefficiente di ritorno in fogna).
Il carico idraulico risulta espresso dalla relazione:
- CI = d * α * P

dove:
- CI = carico idraulico;
- d  = dotazione idrica netta;
- α  = coefficiente di ritorno in fogna (da 0,6 a 0,8)
- d*α = volume specifico di scarico in fogna che in letteratura, nella campo della progettazione depurativa, viene assunto abitualmente pari a 200 l/ab.giorno, in metri cubi: 0,2 m3/abitante al giorno
- P  = numero di abitanti

Solo nel caso in cui non sia disponibile il dato analitico di carico organico si fa riferimento ad un valore di α * d (volume di scarico specifico) di 200 litri per abitante per giorno. (L.R. Toscana n.20/2006).
Il carico organico rappresenta il quantitativo di sostanze organiche biodegradabili contenute nei liquami scaricati in fogna nell'arco di tempo di un giorno (24 ore).

Tali sostanze derivano prevalentemente dalle deiezioni umane e dalle acque di scarico delle cucine e sono costituite soprattutto da proteine, carboidrati e grassi.

Le sostanze organiche sono ricchissime anche di flora batterica che può comprendere agenti patogeni (es. deiezioni dei malati).

Per il loro elevato potere inquinante le sostanze organiche devono essere rimosse prima del reinserimento delle acque di scarico nell'ambiente.

L'entità della rimozione è vincolata al recapito finale dell'acqua depurata, in funzione del potere autodepurante del recapito finale (es. più spinta nei laghi dove c'è il pericolo di eutrofizzazione).
Il carico organico risulta espresso dalla relazione:
- CO = x * CI

dove:
- CO = carico organico
- CI = carico idraulico
- x = concentrazione della materia inquinante biodegradabile

Pertanto per il dimensionamento corretto di un impianto di depurazione, si deve fare riferimento all'effettiva produzione di liquame da smaltire.

Nella pratica, quasi sempre, non risulta possibile effettuare rilevazioni dirette delle caratteristiche degli scarichi da trattare, questo è il caso di centri urbani non ancora dotati di impianto di depurazione, pertanto è necessario procedere a valutazioni indirette che nel campo urbano corrispondono all'apporto procapite di carico organico detto carico organico specifico.

Infatti, poiché:
- la maggior parte degli inquinanti presenti negli scarichi urbani, e negli effluenti di numerose industrie, sono biodegradabili,
- la concentrazione di batteri aerobi è proporzionale alla quantità di sostanza organica biodegradabile presente nei reflui;

la misura dell'O2 consumato durante l'attività degradativa delle sostanze organiche presenti in soluzione da parte dei batteri aerobi consente di valutare il carico inquinante di un refluo.

## Determinazione della concentrazione del carico organico

### Fogna nera separata
Nel caso di fogne urbane non a servizio di attività industriale, la concentrazione del carico organico si determina nel seguente modo.

Il carico organico, cioè la quantità di sostanze organiche inquinanti biodegradabili prodotta giornalmente dall'intera cittadinanza servita dal depuratore, viene misurata indirettamente tramite il quantitativo di O2 necessario affinché i batteri aerobi possano degradare le sostanze organiche biodegradabili presenti, nell'arco di tempo di 5 giorni.

Il carico organico specifico, rappresenta la massa di inquinanti biodegradabili prodotta in un giorno (24 ore) da un abitante equivalente AE, ed è espressa in g di O2/(abitante * giorno).

Il suo valore di riferimento c, secondo il Decreto Legislativo 3 aprile 2006 n. 152, "Norme in materia ambientale",(art. 74), è dato dall'equivalenza:
- 1 abitante equivalente = carico organico biodegradabile (che arriva all'impianto di trattamento delle acque nell'arco di un giorno o 24 ore) avente una richiesta biochimica di ossigeno a 5 giorni pari a 60 g di O2.

Il carico organico di un liquame che giunge all'impianto di trattamento delle acque reflue in un giorno (24 ore), è dato dal carico organico specifico moltiplicato per la popolazione residente (Pr).

```
     CO = c * P
r
          (g di O
2
/giorno)
     CO = c * P
r
 / 1.000 (kg di O
2
/giorno)
```

dove:
- CO  = carico organico
- c  = carico organico specifico
- Pr= popolazione residente (numero abitanti residenti)

Il carico idraulico specifico è il volume di acqua reflua prodotta in un giorno da un abitante. Tale valore, dato dal prodotto della dotazione idrica (in l/(abitante*giorno)) per il coefficiente di afflusso in fogna pari a 0,6-0,8 (adimensionale) diviso 1.000 (1.000 l = 1 m3), si misura in m3/(abitante * giorno).

Il carico idraulico, cioè il volume di acqua reflua prodotta giornalmente dall'intera cittadinanza servita dal depuratore, si misura in m3/giorno e si può calcolare moltiplicando il carico idraulico specifico per la popolazione, oppure nota la portata nera media (l/s) moltiplicandola per il numero di secondi giornaliero (86.400 s = 1 giorno) e dividendo per 1.000 per portarla in m3.

Conoscendo il carico organico e il carico idraulico possiamo calcolare il BOD o BOD5 delle acque reflue da trattare nell'impianto:
- BOD5 = CO/CI (kg di O2/m3 o anche mg di O2/l)

dove:
- CO = carico organico = Pr * (c) / 1.000 (kg di O2/giorno)
- CI = carico idraulico = α * d * Pr / 1.000 (m3/giorno)

con:
- c è 60 g di O2/giorno
- Pr è la popolazione residente
- d è la dotazione idrica (l/(ab.giorno))
- α è il coefficiente di afflusso in fogna (da 0,6 a 0,8)

#### Scarichi delle attività cittadine non domestiche
La fognatura oltre ad accogliere le acque reflue prodotte dalle attività domestica, convoglia anche quelli di origine non domestica prodotti da attività - comprese quelle legate alla microindustria - operanti all'interno del tessuto urbano  (ospedali, alberghi, caserme, scarichi di attività artigianali ed industriali ecc.), ma assimilabili, dal punto di vista qualitativo al metabolismo umano o ad attività domestiche ed in cui gli inquinanti sono costituiti prevalentemente da sostanze biodegradabili.

Come abbiamo già visto, il carico organico specifico fornito dalla normativa è pari a 60 g di O2/(ab.giorno).

In realtà il carico organico specifico riferito agli scarichi puramente domestici, per le condizioni di vita europee, è pari a circa 40 g di O2/(ab.giorno); la normativa porta tale valore a 60 g di O2/(ab.giorno) per tenere in considerazione proprio il contributo dei servizi pubblici e delle piccole attività produttive operanti all'interno del nucleo urbano - nel valore di normativa sono esclusi però i contributi delle industrie collegate alle fogne urbane il cui valore deve essere calcolato caso per caso - .

Pertanto il relativo carico organico biodegradabile è ricompreso nella relazione vista precedentemente:
- CO = c * Pr

#### Popolazione fluttuante
Alcuni abitati sono interessati dal fenomeno del pendolarismo per lavoro, studio, turismo mordi e fuggi, per culto religioso, ecc.

In questo caso si parla di popolazione fluttuante giornaliera (Pfg)che ha la caratteristica di non pernottare nell'abitato di interesse ma rientrare nel centro urbano di appartenenza alla fine della giornata .

la stima del relativo carico inquinante deve essere sottratta dal comune di partenza e aggiunta nel comune di arrivo.

L'incidenza dell'incremento di carico organico dovuto a questa tipologia di popolazione la si ottiene moltiplicando i dati di questa popolazione per prefissati pesi.
Il Piano di Tutela delle Acque della Puglia ad esempio indica i seguenti valori/pesi:
- per pendolarismo per motivi di lavoro - 8/24
- per pendolarismo per motivi di studio - 6/24.

pertanto la popolazione equivalente dovuta alla popolazione fluttuante giornaliera (Pefg) vale:
- Pefg = 8/24Pfgl + 6/24 Pfgs

dove:
- Pfgl è il valore stimato per le presenze dovute al pendolarismo per motivi di lavoro;
- Pfgs  è il valore stimato per le presenze dovute al pendolarismo per motivi di studio.

Nei centri balneari-montani, nelle città d'arte, ecc. si deve considerare anche l'incremento di popolazione dovuto al turismo stagionale - popolazione fluttuante stagionalePfs.

In questo caso l'incremento del carico organico lo si ottiene partendo da dati relativi:
- alle presenze alberghiere nelle quali oltre agli alberghi vengono compresi anche le pensioni, i campeggi, i villaggi vacanze, le case private utilizzate, in forma imprenditoriale o meno, per affitti stagionali, ecc
- le presenze stagionali nelle abitazioni private vuote considerate seconde case.

Anche i questo caso le presenze stimate devono essere moltiplicate per dei pesi.

Il Piano di Tutela della acque della Puglia ad esempio utilizza per le presenze alberghiera peso 1 mentre per le seconde case peso 0,8 per tenere conto che, mediamente, non tutte le abitazioni secondarie sono abitate contemporaneamente.

Pertanto la popolazione equivalente dovuta alla popolazione fluttuante stagionale (Pefs) vale:
- Pefs = Pfsa + 0,8 Pfsc

dove:
- Pfsa è il valore stimato per le presenze alberghiere;
- Pfsc è il valore stimato per le presenze nelle seconde case.

la somma della popolazione residente e di quella equivalente fluttuante stagionale e giornaliera viene denominato abitanti equivalenti totali urbani (AETU), che moltiplicato per il carico organico specifico di normativa mi dà il carico organico che essere depurato nell'impianto di depurazione a servizio del generico abitato.

Per il calcolo del carico organico dovuto alla popolazione residente e fluttuante (giornaliera e stagionale), per la determinazione della popolazione di riferimento in letteratura esistono formule più semplificate come la seguente:
- P = Pr +(Pfg+Pfs)*0,5

dove:
- Pr è la popolazione residente;
- Pfg è la popolazione fluttuante giornaliera;
- Pfs è la popolazione fluttuante stagionale;

### Fognatura unitaria
Qualora la fognatura servita dal depuratore dovesse essere di tipo unitario, cioè dimensionata per accogliere anche l'acqua pluviale e di lavaggio delle strade, si dovranno prevedere tutti quegli accorgimenti tali da garantire che all'impianto pervenga una portata liquida non superiore a quella massima prevista dall'impianto per poter sfruttare al meglio la potenzialità dello stesso.

Infatti a seguito di fenomeni atmosferici la portata in ingresso all'impianto, può essere molto più elevata della portata media nera (anche 100-150 volte) e risulta impensabile trattarla nell'impianto.

Uno degli accorgimenti adottati è la presenza degli scaricatori di piena a monte dell'impianto, in modo da ridurre la portata da trattare.

In questo caso però bisogna determinare la portata sfiorata per evitare l'inquinamento del corpo ricettore, trattandosi di acque reflue non trattate.

### Scarichi industriali
La fognatura urbana può anche accogliere le acque reflue originate da piccole, medie e grandi industrie presenti nel territorio comunale, ma di norma ubicate all'esterno del tessuto urbano.

In questo caso si fa riferimento ad una popolazione fittizia, capace di generare lo stesso carico organico prodotto dall'attività industriale, pari a:
- Pind = COind/c

dove:
- COind è il carico organici biodegradabile industriale;
- c è il carico organico specifico da normativa.

Poiché il COind è difficilmente valutabile se non a seguito di laboriose indagini dirette, non sempre attuabili, spesso si fa riferimento al coefficiente di popolazione equivalente ci espresso in a.e./addetto.

Tali valori variano in funzione delle attività industriali e delle unità lavorative impiegate e sono alla base per la determinazione del carico organico generato dalle attività industriali/commerciali.

Il piano regionale di risanamento delle acque della Lombardia riporta ad esempio:
| Settore produttivo                 | ci    |
| industria delle paste alimentari   | 2     |
| produzione di pasticceria e gelati | 70    |
| macellazione del bestiame          | 70    |
| produzione alcol etilico           | 2.000 |
| industria della birra e del malto  | 200   |
| concia e tinta delle pelli         | 200   |

Pertanto nota la tipologia di attività e il numero di addetti (A) si ottiene il carico organico generato dalla singola azienda:
- Pind = ci*A.

La sommatoria di tutti questi valori dovuti alle varie attività servite dal depuratore cittadino danno il carico organico generato dalle industrie.

Sommando all'AETU anche queste aliquote si determinano gli abitanti equivalenti totali (AET), cioè il complesso delle acque reflue, comprensive di tutte le attività industriali presenti sul territorio comunale.
In questo modo però si può valutare soltanto la componente biodegradabile dello scarico industriale e pertanto si tiene conto solo in misura parziale del reale apporto inquinante di questo.

Anche sulla frazione organica biodegradabile, l'uso del BOD in campo industriale, può portare a errori di valutazione macroscopici poiché nello scarico industriale:
- possono essere presenti sostanze tossiche che inibiscono l'azione batterica;
- possono mancare (o essere insufficienti) i nutrienti minerali quali fosforo e azoto;
- possono non essere presenti i ceppi batterici idonei alla metabolizzazione delle sostanze organiche presenti;
- possono essere presenti sostanze organiche non facilmente biodegradabili da parte della flora batterica predominante nel liquame.

Nonostante questi limiti, il BOD in campo industriale viene utilizzato perché consente di confrontare l'entità dell'inquinamento dovuto alle attività produttive con quelle dovuto alle attività urbane.

Nei centri urbani con importanti poli industriali il carico inquinante industriale può avere un elevato impatto sul depuratore cittadino, pertanto gli scarichi della microindustria manifatturiera (numero di addetti minore di 6 e scarichi assimilabili alle attività domestiche) possono essere immessi tal quali nella fognatura urbana previa autorizzazione del gestore del servizio idrico integrato, per le industrie con un numero di addetti superiore a 6 o comunque in presenza di scarichi non assimilabili alle attività domestiche, le industrie dovrebbero essere dotate di depuratori privati i cui reflui trattati, solo in alcuni casi - compatibilità con le potenzialità del depuratore e col il ciclo depurativo biologico - possono essere convogliati nella fogna cittadina.

In questi casi la normativa fissa i valori limite di emissione degli scarichi industriali in fognatura - tabella 3 dell'Allegato 5 alla parte III del decreto 152/06 - che prevede tra l'altro una concentrazione di BOD5 ≤ 250 mg/l.
Pertanto, dopo i pretrattamenti il carico organico di origine industriale da trattare ancora nel depuratore cittadino si calcola nel seguente modo:
- COind = 250.CIind

dove:
- CIind è il carico idraulico industriale totale immesso in fogna.

pertanto la popolazione equivalente industriale vale:
- Pe = COind/c

che risulta molto minore di quella calcolato con il metodo precedente per il quale non si prevede alcun pretrattamento

## Calcolo del numero di abitanti equivalenti per piccoli impianti
Per impianti di depurazione a servizio di piccoli centri per i quali risulta difficile individuare il numero di a.e. secondo la procedura summenzionata, è conveniente determinare il carico in AE sulla base delle dimensioni volumetriche dell'insediamento e sul suo numero dei vani, e la loro destinazione.

A tal fine si può procedere nel seguente modo:
In merito ai soli abitanti residenti e fluttuanti vale di regola la seguente equivalenza:
- 1 persona = 1 a.e.

oppure considerando il numero di case di civile abitazione ci si può basare sulla superficie lorda/volume dell'edificio:
- 35 m2 = 1 a.e.
- 100 m3 = 1 a.e.

o sul conteggio dei posti letto in base alla superficie delle camere da letto:
- < 14 m2 = 1 a.e.
- ≥ 14 m2 = 2 a.e.

Per il calcolo della popolazione fittizia in base alla tipologia di utenze esistono diverse tipologie di equivalenze come ad esempio le seguenti:
- alberghi, villaggi turistici, agriturismi, case di riposo, e simili:
  - 2 posti letto = 1 a.e.
  - 3 addetti = 1 a.e.

oppure in base alla superficie delle camere da letto:
- - < 14 m2 = 1 a.e.
- superati i 14 m2 ogni 6 m2 in più va aggiunto 1 a.e.
- campeggi:
  - 2 post letto = 1 a.e.
  - 3 addetti = 1 a.e.
- scuole:
  - 10 alunni = 1 a.e.
- palestre:
  - 10 frequentatori = 1 a.e.
- ristoranti, mense, trattorie:
  - 3 coperti = 1 a.e.
  - 3 addetti = 1 a.e.

oppure in base alla superficie della sala da pranzo (1 persona occupa 1,20 m2):
- - 3,60 m2 = 1 a.e.
- uffici, negozi, attività commerciali in genere:
  - 3 impiegati = 1 a.e.
- fabbriche, laboratori artigianali che non producano acque reflue di lavorazione:
  - 2 lavoratori = 1 a.e.
- cinema, teatri, sale convegni, musei impianti sportivi:
  - 1 w.c. = 4 a.e. ( opp. 30 posti = 1 a.e.)
  - 3 addetti = 1 a.e.
- bar, circoli, clubs:
  - 7 clienti = 1 a .e.
  - 3 addetti = 1 a.e.
- ospedali, cliniche:
  - 2 posti letto = 1 a.e.
  - 3 addetti = 1 a.e.
- caserme, prigioni
  - 1 posto letto = 1,5 a.e.
- stazioni di servizio:
- 6 autoveicoli = 1 a.e.

casi particolari devono essere valutati volta per volta.

## Impianti esistenti
Per la determinazione degli abitanti equivalenti che un impianto esistente può trattare, noto il carico organico influente, si può far riferimento alla seguente equivalenza:
- 1 a.e. = richiesta biochimica di ossigeno a 5 giorni (BOD5)= 60 grammi di O2 al giorno;

o alla equivalente: 
- 1 a.e. = richiesta chimica di ossigeno (COD) = 130 grammi di O2 al giorno [4];

Nel caso sia noto solo il carico idraulico influente si può far riferimento alla seguente equivalenza:
- 1 a.e. = volume di scarico specifico = 200 litri di refluo per abitante al giorno.

Noti i due valori del carico si può far riferimento al valore più alto risultante dall'applicazione delle suddette equivalenze.